# Stazione di Zola Chiesa
Stazione di Zola Chiesa vasútállomás Olaszországban, Zola Predosa településen.

## Vasútvonalak
Az állomást az alábbi vasútvonalak érintik:
- Casalecchio–Vignola-vasútvonal

## Kapcsolódó állomások
A vasútállomáshoz az alábbi állomások vannak a legközelebb:
- Stazione di Zola Centro
- Stazione di Ponte Ronca